# 小川亨
小川 亨（おがわ とおる、1945年8月1日 - ）は、宮崎県宮崎市出身の元プロ野球選手（外野手、内野手）・コーチ、解説者。
愛称の「モーやん」は、同じく「モーやん」の愛称を持つ堀込基明に似ていたことが由来。

## 経歴

### プロ入りまで
宮崎商業では3年次の1963年、4番・中堅手として夏の甲子園県予選決勝に進出。エース清俊彦を擁する高鍋高を破り夏の甲子園への出場を決めるが、大会では2回戦に進出するものの、甲府商の大石勝彦・堀内恒夫両投手の継投に敗れた。この年の大会は出場校が多く、西宮球場が併用されたため、宮崎商は甲子園ではプレーできなかった。高校同期に高橋博士捕手、1年下に山本真一三塁手、2年下には控え投手の水谷実雄がいた。その後、高校日本代表として高橋や池永正明、和田徹らと共にハワイに遠征を経験。
高校卒業後は1964年に立教大学へ進学し、東京六大学リーグでは3年次の1966年春季で、槌田誠・谷木恭平・秋山重雄・阿天坊俊明らと共に7年ぶりの優勝を飾る。同年秋季では秋元国武と3厘差でリーグ2位の打率.372を記録し、3本塁打も放ってベストナイン（外野手）に選出された。リーグ通算61試合出場、196打数57安打、打率.291、7本塁打、33打点。

### 現役時代
1967年のドラフト3位で近鉄バファローズに指名され、大学卒業後の1968年に入団。膝を深く、体をくの字に曲げ、バットを極端に短く持って投手に傾ける独特の構えで、勝負強い打撃を発揮。1年目の1968年から外野手、一塁手として一軍に定着、56試合に先発し打率.256を記録。
1969年は11本塁打と長打も増え、同年から1973年まで5年連続2桁本塁打を記録。
1970年には初の規定打席（14位、打率.270）に到達。
1971年は自己最多の20本塁打、打率もリーグ5位の.315と大台を突破し、中心打者としての地位を固めた。また、1年目から1974年まで7年連続で2桁盗塁も記録し、1970年・1972年とリーグ最多三塁打を記録。
大学の先輩である西本幸雄監督就任後は1975年は打率こそ3割を切ったものの、最高出塁率のタイトルを獲得したほか、7月10日の南海戦（日生）から9月6日の太平洋戦（藤井寺）まで歴代3位の180打席連続無三振記録を樹立した。
1979年はリーグ初優勝に貢献し、同年の広島との日本シリーズでは全7戦に一塁手として先発出場、24打数6安打の成績を残す。
1980年には自己最高となる打率.323を記録してリーグ6位に付け、同年の広島との日本シリーズでは全7戦すべてに安打を放ち、23打数9安打5打点と活躍、敢闘選手賞を獲得するが日本一はならなかった。
近鉄一筋17年のプロ生活で、通算1908試合出場は球団最多記録。1984年9月30日の日本ハム戦（藤井寺）を最後に現役を引退。
現役時代には、その朴訥とした風貌から松下電器の暖房器具のCMに農夫役で出演したこともある（実際、家庭菜園を趣味としている）。

### 引退後
引退後は近鉄の二軍打撃コーチ（1985年）を経て、朝日放送解説者（1986年 - 1988年）を務め、日本プロ野球史に残る『10.19』のロッテ×近鉄戦ダブルヘッダーの第一試合ではラジオ中継の解説を、第ニ試合ではテレビ中継の解説をしていた。平日朝の情報ワイド番組『おはよう朝日です』では「小川亨のスポーツ&スポーツ」を担当した。
1989年から1992年まで近鉄の一軍打撃コーチを務め、1989年のリーグ優勝に貢献。
1993年には大学の先輩である土井正三監督率いるオリックス・ブルーウェーブの一軍打撃兼外野守備・走塁コーチに就任。
1994年はオリックスの二軍打撃コーチを務めて退任。オリックス退団後は文化放送解説者（1995年 - 2007年）を務め、プロ野球マスターズリーグでは大阪ロマンズでプレー。中学硬式野球チーム「大阪狭山リトルシニア野球協会」の監督も務めており、愛弟子には藤江均（横浜 - 楽天）、明瀬諒介（日本ハム）らがいる。
2003年から2023年まで法務省から保護司を委嘱され、保護観察処分を受けた者への説諭等を行う活動を進めていた。

## 詳細情報

### 年度別打撃成績
| 年 度      | 球 団      | 試 合 | 打 席 | 打 数 | 得 点 | 安 打 | 二 塁 打 | 三 塁 打 | 本 塁 打 | 塁 打 | 打 点 | 盗 塁 | 盗 塁 死 | 犠 打 | 犠 飛 | 四 球 | 敬 遠 | 死 球 | 三 振 | 併 殺 打 | 打 率 | 出 塁 率 | 長 打 率 | O P S |
| ---------- | ---------- | ----- | ----- | ----- | ----- | ----- | -------- | -------- | -------- | ----- | ----- | ----- | -------- | ----- | ----- | ----- | ----- | ----- | ----- | -------- | ----- | -------- | -------- | ----- |
| 1968       | 近鉄       | 95    | 251   | 215   | 31    | 55    | 7        | 2        | 3        | 75    | 11    | 10    | 5        | 9     | 0     | 25    | 2     | 2     | 15    | 4        | .256  | .339     | .349     | .688  |
| 1969       | 近鉄       | 118   | 381   | 311   | 51    | 77    | 13       | 1        | 11       | 125   | 34    | 15    | 7        | 9     | 2     | 54    | 1     | 5     | 29    | 6        | .248  | .364     | .402     | .766  |
| 1970       | 近鉄       | 127   | 508   | 445   | 63    | 120   | 15       | 5        | 14       | 187   | 49    | 24    | 10       | 6     | 3     | 46    | 7     | 8     | 40    | 4        | .270  | .347     | .420     | .767  |
| 1971       | 近鉄       | 127   | 502   | 428   | 66    | 135   | 12       | 2        | 20       | 211   | 40    | 14    | 12       | 6     | 2     | 61    | 3     | 5     | 34    | 4        | .315  | .403     | .493     | .896  |
| 1972       | 近鉄       | 125   | 530   | 446   | 68    | 121   | 23       | 8        | 10       | 190   | 32    | 10    | 4        | 6     | 2     | 65    | 5     | 11    | 29    | 6        | .271  | .376     | .426     | .802  |
| 1973       | 近鉄       | 123   | 488   | 432   | 61    | 125   | 18       | 4        | 19       | 208   | 63    | 16    | 6        | 4     | 3     | 38    | 1     | 11    | 31    | 10       | .289  | .360     | .481     | .841  |
| 1974       | 近鉄       | 119   | 474   | 392   | 59    | 108   | 5        | 2        | 7        | 138   | 32    | 20    | 13       | 5     | 1     | 65    | 0     | 11    | 26    | 6        | .276  | .392     | .352     | .744  |
| 1975       | 近鉄       | 128   | 541   | 453   | 67    | 131   | 13       | 2        | 5        | 163   | 45    | 7     | 8        | 10    | 0     | 68    | 3     | 10    | 18    | 4        | .289  | .394     | .360     | .753  |
| 1976       | 近鉄       | 110   | 343   | 305   | 34    | 71    | 6        | 0        | 4        | 89    | 29    | 3     | 5        | 4     | 1     | 28    | 1     | 5     | 20    | 9        | .233  | .307     | .292     | .599  |
| 1977       | 近鉄       | 99    | 322   | 288   | 34    | 90    | 12       | 2        | 3        | 115   | 22    | 8     | 4        | 5     | 0     | 25    | 0     | 4     | 16    | 2        | .313  | .375     | .399     | .775  |
| 1978       | 近鉄       | 108   | 369   | 327   | 46    | 105   | 17       | 2        | 10       | 156   | 50    | 2     | 5        | 4     | 3     | 33    | 3     | 2     | 25    | 7        | .321  | .384     | .477     | .861  |
| 1979       | 近鉄       | 118   | 430   | 376   | 47    | 104   | 20       | 0        | 12       | 160   | 44    | 2     | 2        | 3     | 3     | 43    | 2     | 5     | 25    | 9        | .277  | .356     | .426     | .782  |
| 1980       | 近鉄       | 114   | 406   | 344   | 69    | 111   | 24       | 0        | 15       | 180   | 55    | 1     | 3        | 9     | 3     | 47    | 0     | 2     | 26    | 5        | .323  | .404     | .523     | .927  |
| 1981       | 近鉄       | 116   | 411   | 359   | 50    | 106   | 20       | 2        | 9        | 157   | 35    | 5     | 1        | 4     | 3     | 41    | 2     | 3     | 12    | 2        | .295  | .369     | .437     | .807  |
| 1982       | 近鉄       | 94    | 281   | 249   | 27    | 75    | 14       | 1        | 6        | 109   | 42    | 3     | 2        | 2     | 7     | 22    | 2     | 0     | 12    | 2        | .301  | .350     | .438     | .788  |
| 1983       | 近鉄       | 104   | 270   | 234   | 25    | 63    | 6        | 1        | 8        | 95    | 27    | 1     | 0        | 1     | 0     | 35    | 4     | 0     | 15    | 8        | .269  | .364     | .406     | .770  |
| 1984       | 近鉄       | 83    | 179   | 158   | 22    | 37    | 2        | 0        | 6        | 57    | 23    | 0     | 0        | 2     | 0     | 17    | 1     | 2     | 10    | 2        | .234  | .316     | .361     | .677  |
| 通算：17年 | 通算：17年 | 1908  | 6686  | 5762  | 820   | 1634  | 227      | 34       | 162      | 2415  | 633   | 141   | 87       | 89    | 33    | 713   | 37    | 86    | 383   | 90       | .284  | .369     | .419     | .788  |

- 各年度の太字はリーグ最高

### タイトル
- 最多出塁数：1回 （1975年）

### 表彰
- ダイヤモンドグラブ賞：1回 （1980年）
- 日本シリーズ敢闘賞：1回 （1980年）
- パ・リーグプレーオフ優秀選手賞：1回 （1979年）

### 記録
初記録
- 初出場・初先発出場：1968年4月7日、対西鉄ライオンズ3回戦（小倉球場）、2番・右翼手として先発出場
- 初安打：1968年4月24日、対阪急ブレーブス5回戦（阪急西宮球場）、5回表に吉沢岳男の代打として出場、水谷孝から三塁打
- 初打点：1968年5月4日、対東京オリオンズ2回戦（東京スタジアム）、8回表に妻島芳郎から押し出し四球
- 初本塁打：1968年7月21日、対東京オリオンズ18回戦（東京スタジアム）、3回表に坂井勝二から2ラン

節目の記録
- 1000試合出場：1976年5月26日、対ロッテオリオンズ前期5回戦（西京極球場）、6番・指名打者として先発出場　※史上186人目
- 1000本安打：1977年8月22日、対クラウンライターライオンズ後期6回戦（日生球場）、3回裏に山下律夫から右前安打　※史上104人目
- 100本塁打：1978年8月19日、対クラウンライターライオンズ後期8回戦（平和台球場）、7回表に古賀正明から3ラン　※史上97人目
- 1500試合出場：1980年9月29日、対西武ライオンズ後期11回戦（西武ライオンズ球場）、2番・一塁手として先発出場　※史上65人目
- 1500本安打：1982年8月6日、対西武ライオンズ後期4回戦（西武ライオンズ球場）、4回表に高橋直樹から右前適時打　※史上46人目
- 150本塁打：1983年5月10日、対ロッテオリオンズ2回戦（川崎球場）、9回表に西井哲夫からソロ

その他の記録
- オールスターゲーム出場：2回 （1974年、1975年）

### 背番号
- 7 （1968年 - 1984年）
- 73 （1985年、1989年 - 1992年）
- 71 （1993年 - 1994年）